# レイモンド・Z・ガラン
レイモンド・Z・ガラン（Raymond Zinke Gallun、1911年3月22日 - 1994年4月2日）はアメリカ合衆国のSF作家。原語における姓の発音は"balloon"と同じ韻。日本語表記はガルーンやギャランなども。

## 概要
ウィスコンシン州ビーヴァー・ダムで生まれた。第二次世界大戦に先立つ何年かの間に職を転々とし、世界中を放浪してまわる。1930年代に多くの作品をパルプ・マガジンに売り、初期に活躍したSFパルプ作家のひとりとなる。
ファーストコンタクト・テーマの短編「火星人774号」"Old Faithful"(1934)は、最初に有名になった彼の小説である。"The Gentle Brain"はアーサー・オールポート（Authur Allport）という変名で、Science Fiction Quarterly 誌に発表された。ガランの筆名としては他に、ダウ・エルスター（Dow Elstar）、E・V・レイモンド（E.V. Raymond）、ウィリアム・キャラハン（William Callahan）というものもある。
彼の最初の著書 People Minus X は1957年にサイモン＆シュスターから出版された。続いて1961年には The Planet Strappers がピラミッド・ブックスから出た。1978年にはバランタイン・ブックスから彼の初期作品選集 The Best of Raymond Z. Gallun が出ている。
1985年に開催されたSFコンベンション第4回I-CONでI-CON功労賞を受賞しているが、この賞は後にレイモンド・Z・ガラン賞と改名された。
ガラン自身が部分的に執筆し、ジェフリー・M・エリオット（Jeffrey M. Elliot）が完成させた自伝 Starclimber が死後、2007年に出版された。また、エリック・レイフ・デイヴィン（Eric Leif Davin）の Pioneers of Wonder: Conversations With the Founders of Science Fiction には、その人生と経歴についてガランへの広範なインタビューが収録されている。

## 著作
- The Machine that thought (1940、William Callahan名義、チャップ・ブック)
- People Minus X (1958) - 〈Dawn of the Demi-Gods〉シリーズ。
- The Planet Strappers (1961)
- The Eden Cycle (1974)
- Skyclimber (1981)
- Bioblast (1985)

## 短編など
- "The Space-Dwellers" (1929)
  - 「宇宙の住人たち」野田昌宏 訳、福島正実、野田昌宏、伊藤典夫 編『世界SF全集〔31〕世界のSF（短篇集）古典篇』（早川書房、1971）収録。
- "Old Faithful" (1934) - 〈Old Faithful〉シリーズ。
  - 「火星人774号」那岐大 訳、別冊奇想天外No.7『SFのSF大全集』（1979）掲載。
- "The Son of Old Faithful" (1935)  - 〈Old Faithful〉シリーズ。
- "Child of the Stars" (1936) - 〈Old Faithful〉シリーズ。
- "Iszt–Earthman" (1938)
- "Seeds of the Dusk" (1938) - 〈When Earth Is Old〉シリーズ。
  - 「黄昏の種子」斎藤伯好 訳、レイモンド・J・ヒーリイ、J・フランシス・マッコーマス 編『時間と空間の冒険No.1』Adventures in Time and Space（早川書房、ハヤカワ・SF・シリーズ、1966）収録。
- "The Raiders of Saturn's Ring" (1941)
- "A Step Farther Out" (1950)
- "Passport to Jupiter" (1951) - 〈Dawn of the Demi-Gods〉シリーズ。
- "When Earth Is Old" (1951) - 〈When Earth Is Old〉シリーズ。執筆時期は1930年代。

他、多数。